# 広韻
『広韻』（こういん、旧字体：廣韻）は、北宋の大中祥符元年（1008年）に陳彭年（ちんほうねん）らが先行する『切韻』『唐韻』を増訂して作った韻書。正式名称は『大宋重修広韻』。
『切韻』系韻書の一つであり、清代に再発見されて以降、古音を知るための重要な書として利用されてきた。またベルンハルド・カールグレンによる中古音の復元にも利用された。『広韻』以前の切韻系韻書は長く失われていたが、第二次大戦後に王仁昫『刊謬補欠切韻』の完本が発見された。

## 成立
北宋の真宗のとき、従来の韻書に誤りが多く、科挙の標準として差し支えがあったため、勅命によって『広韻』が作られた。

## 内容
『広韻』巻首の記載によれば26,194字を収め，注解191,692字に至る。ただしこれはひとつの字が複数の音を持つときに重複して数えており、異なり字数は16,000字ほどであるという。5巻からなり、韻目は平声57韻（上平声28韻、下平声29韻。平声のみ上下に分けるのは編纂上の都合にすぎず、音韻的には他の三声と変わらない）、上声55韻、去声60韻、入声34韻の合計206韻である。しかし、それと同時に隣り合う2つないし3つの韻について同用、つまり押韻しても構わないという規定も設けられており、同用をひとつにまとめると平声31・上声30・去声33・入声19の113韻になる（ただしこの同用規定には『広韻』編纂時より後の変更がはいっており、本来は平声32・上声32・去声34・入声19の117韻であったという）。これは平水韻の106韻とそれほど変わらない。
もとの『切韻』より13韻多いが、その内訳は
- 真韻に開口と合口の両方が属していたのを2つに分けたため、「諄・準・稕・術」が増加[3]
- 寒韻に開口と合口の両方が属していたのを2つに分けたため、「桓・緩・換・曷」が増加
- 歌韻に開口と合口の両方が属していたのを2つに分けたため、「戈・果・過」が増加
- 厳韻に対応する上声と去声の韻がなかったのを追加したため「儼・釅」が増加

である。最後のものは8世紀はじめの王仁昫による追加であり、それ以外はひとつの韻を開合で分けただけで音節の種類自身が増えたわけではないので（しかも同用なので分けたもの同士で押韻しても構わない）、本質的な変化ではない。
反切に使われている漢字は、諱を避けるなどの特別な理由があるものを除いて基本的に『切韻』のものを踏襲しており、そのために『広韻』を『切韻』の代用として使うことができる。しかし『切韻』の反切は『広韻』が作られた当時の音とは乖離していたため、各巻の末尾に「新添類隔更音和切」として、改訂した反切を載せている。そのほとんどは『切韻』の時代には区別のなかった重唇音と軽唇音に関するものである。たとえば支韻「卑」を「府移切」としているが、巻末では「必移切」に直している。
訓釈は『切韻』に比べるとかなり長くなっている。しかし固有名詞や姓の由来に関する説明に偏っているきらいがあり、『集韻』の序で批判されている。
巻末に「双声重韻法・六書・八体・弁字五音法・弁十四声例法・弁四声軽清重濁法」を載せる。

## 問題点
『広韻』の反切はもとの『切韻』に基本的に従ってはいるものの、ところどころおかしな箇所がある。たとえば脂韻「尸」が「式之切」になっているが、「之」は之韻の字であり、正しくは「式脂切」でなければならない。これは『広韻』の時代にすでに字によっては脂韻と之韻がどちらかと同音になっていた場合があったための誤りである。また、各韻の終わりの方に例外的な反切が集中するが、これらはもとの『切韻』に対して新たに追加したための例外が集中してなったものである（参照：切韻考）。

## テキスト
『広韻』は明代には忘れ去られていたが、顧炎武が再発見してその重要性が注目されるようになった。しかし顧炎武が発見した明内府本は節略本であり、顧炎武の没後にようやく本来の『広韻』が発見された。南宋刊本に監本である高宗本・寧宗本と私家版である南宋巾箱本および「鉅宋広韻」と題する本がある。宋本をもとにした清代の刊本には沢存堂本・曹楝亭本（部分的に節略本で補う）・古逸叢書本がある。現在では沢存堂本を影印してその上に周祖謨による校正を加え、部首索引を附したものが広く利用されている。
| 平声     | 上声      | 去声      | 入声      |
| 上平声   | 上声      | 去声      | 入声      |
| -------- | --------- | --------- | --------- |
| 一東     | 一董      | 一送      | 一屋      |
| 二冬     | （湩→腫） | 二宋      | 二沃      |
| 三鍾     | 二腫      | 三用      | 三燭      |
| 四江     | 三講      | 四絳      | 四覚      |
| 五支     | 四紙      | 五寘      |           |
| 六脂     | 五旨      | 六至      |           |
| 七之     | 六止      | 七志      |           |
| 八微     | 七尾      | 八未      |           |
| 九魚     | 八語      | 九御      |           |
| 十虞     | 九麌      | 十遇      |           |
| 十一模   | 十姥      | 十一暮    |           |
| 十二斉   | 十一薺    | 十二霽    |           |
|          |           | 十三祭    |           |
|          |           | 十四泰    |           |
| 十三佳   | 十二蟹    | 十五卦    |           |
| 十四皆   | 十三駭    | 十六怪    |           |
|          |           | 十七夬    |           |
| 十五灰   | 十四賄    | 十八隊    |           |
| 十六咍   | 十五海    | 十九代    |           |
|          |           | 二十廃    |           |
| 十七真   | 十六軫    | 二十一震  | 五質      |
| 十八諄   | 十七準    | 二十二稕  | 六術      |
| 十九臻   | （𧤛→隠） | （櫬→震） | 七櫛      |
| 二十文   | 十八吻    | 二十三問  | 八物      |
| 二十一欣 | 十九隠    | 二十四焮  | 九迄      |
| 二十二元 | 二十阮    | 二十五願  | 十月      |
| 二十三魂 | 二十一混  | 二十六慁  | 十一没    |
| 二十四痕 | 二十二很  | 二十七恨  | （麧→没） |
| 二十五寒 | 二十三旱  | 二十八翰  | 十二曷    |
| 二十六桓 | 二十四緩  | 二十九換  | 十三末    |
| 二十七刪 | 二十五潸  | 三十諫    | 十五鎋    |
| 二十八山 | 二十六産  | 三十一襉  | 十四黠    |
| 下平声   |           |           |           |
| 一先     | 二十七銑  | 三十二霰  | 十六屑    |
| 二仙     | 二十八獮  | 三十三線  | 十七薛    |
| 三蕭     | 二十九篠  | 三十四嘯  |           |
| 四宵     | 三十小    | 三十五笑  |           |
| 五肴     | 三十一巧  | 三十六效  |           |
| 六豪     | 三十二晧  | 三十七号  |           |
| 七歌     | 三十三哿  | 三十八箇  |           |
| 八戈     | 三十四果  | 三十九過  |           |
| 九麻     | 三十五馬  | 四十禡    |           |
| 十陽     | 三十六養  | 四十一漾  | 十八薬    |
| 十一唐   | 三十七蕩  | 四十二宕  | 十九鐸    |
| 十二庚   | 三十八梗  | 四十三映  | 二十陌    |
| 十三耕   | 三十九耿  | 四十四諍  | 二十一麦  |
| 十四清   | 四十静    | 四十五勁  | 二十二昔  |
| 十五青   | 四十一迥  | 四十六径  | 二十三錫  |
| 十六蒸   | 四十二拯  | 四十七證  | 二十四職  |
| 十七登   | 四十三等  | 四十八嶝  | 二十五徳  |
| 十八尤   | 四十四有  | 四十九宥  |           |
| 十九侯   | 四十五厚  | 五十候    |           |
| 二十幽   | 四十六黝  | 五十一幼  |           |
| 二十一侵 | 四十七寝  | 五十二沁  | 二十六緝  |
| 二十二覃 | 四十八感  | 五十三勘  | 二十七合  |
| 二十三談 | 四十九敢  | 五十四闞  | 二十八盍  |
| 二十四塩 | 五十琰    | 五十五豔  | 二十九葉  |
| 二十五添 | 五十一忝  | 五十六㮇  | 三十帖    |
| 二十六咸 | 五十三豏  | 五十八陷  | 三十一洽  |
| 二十七銜 | 五十四檻  | 五十九鑑  | 三十二狎  |
| 二十八厳 | 五十二儼  | 五十七釅  | 三十三業  |
| 二十九凡 | 五十五范  | 六十梵    | 三十四乏  |